# Remigia pellita
Remigia pellita är en fjärilsart som beskrevs av Achille Guenée 1852. Remigia pellita ingår i släktet Remigia och familjen nattflyn. Inga underarter finns listade.